# قملان
قملان قرية سعودية، في محافظة ميسان بمنطقة مكة المكرمة. تقع جنوب مدينة الطائف بمسافة (150) كم. تتبع مركز القريع وتقع جنوبه بحوالي 18 كيلو بجوار جبل إبراهيم (بثرة) يبلغ عدد سكانها حوالي 300 نسمة تشتهر بزراعة اللوز البجلي والعنب والتين والكثير من الفواكه، شديدة البرودة في فصل الشتاء معتدلة في فصل الصيف.